# Ludwig Boltzmann

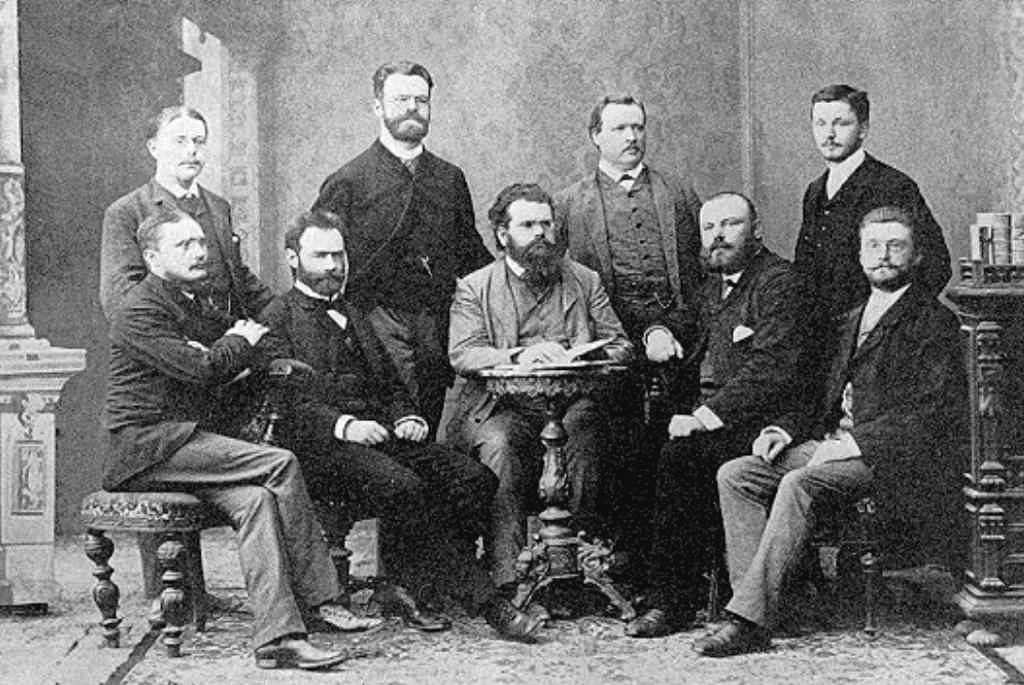
Ludwig Boltzmann met medewerkers in Graz, 1887. (staand, van links Nernst, Streintz, Arrhenius, Hiecke, (zittend, van links naar rechts) Aulinger, Ettingshausen, Boltzmann, Klemenčič, Hausmanninger

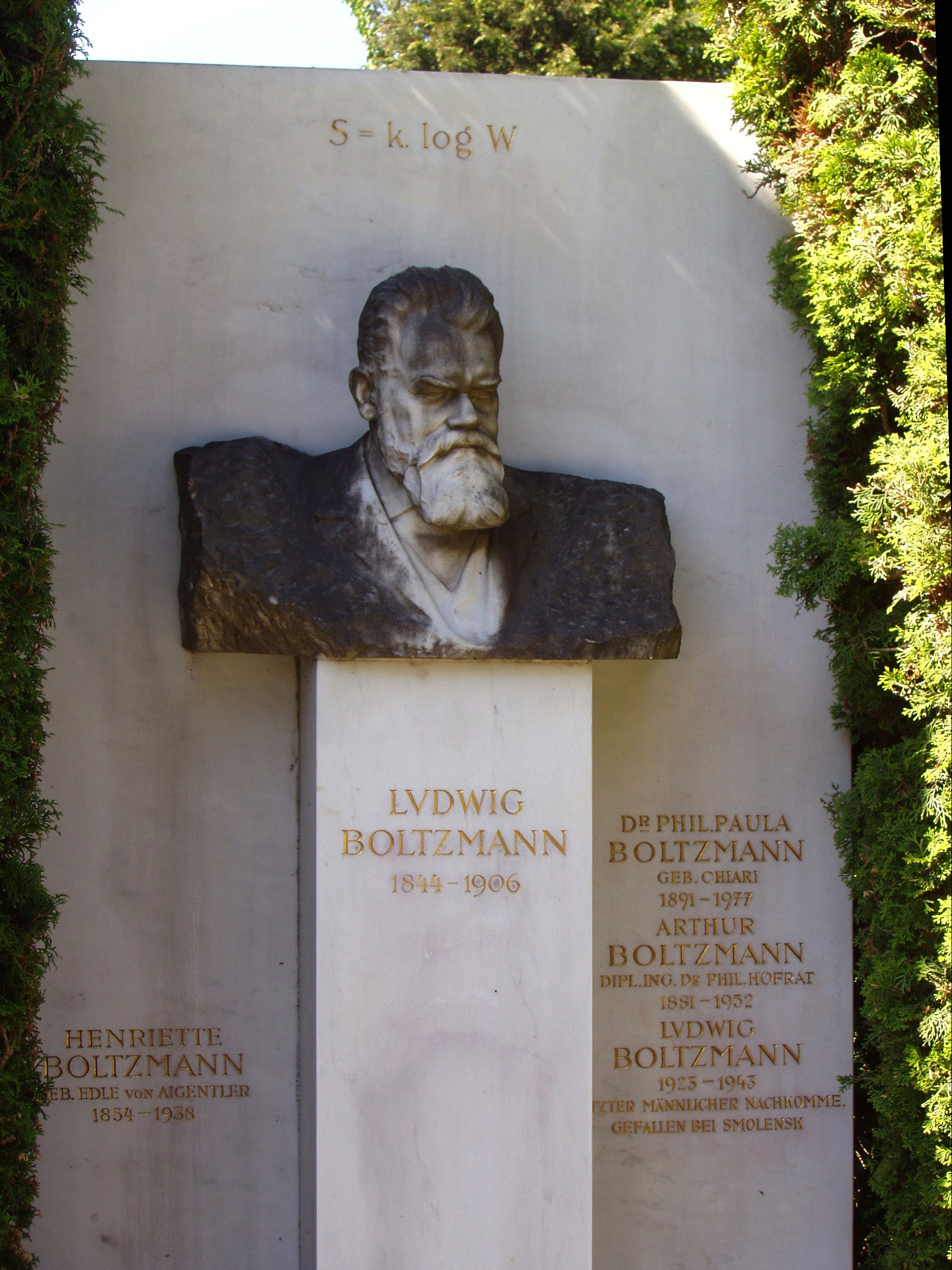
Boltzmanns graf op het Zentralfriedhof, Wenen, met borstbeeld en entropieformule.

Ludwig Eduard Boltzmann (Erdberg voorstad van Wenen, 20 februari 1844 – Duino-Aurisina bij Triëst, 5 september 1906) was een natuur- en wiskundige uit Oostenrijk-Hongarije.

## Biografie
Boltzmann werd geboren als zoon van Ludwig George Boltzmann, een belastingambtenaar, en Katharina Pauernfeind. Zijn ouders kwamen uit de gegoede Weense middenklasse; zelf kreeg hij een gedegen opleiding. Hij studeerde wis- en natuurkunde aan de universiteit van Wenen. Hij legde zich zijn hele leven toe op wat nu de kinetische gastheorie wordt genoemd.
In 1866 promoveerde hij onder Jožef Štefan met een proefschrift over de kinetische energie van gassen. Na zijn promotie bleef hij twee jaar aan als Štefans assistent; het was ook Štefan die Boltzmann in contact bracht met het werk van Maxwell. Hij was zijn tijd vooruit als grondlegger van de statistische thermodynamica en werd naar zijn idee daarom niet altijd door iedereen begrepen en gewaardeerd. Hij bracht het overigens wel op 25-jarige leeftijd tot hoogleraar in de theoretische fysica aan de universiteit van Graz, aan diverse andere universiteiten en ten slotte aan die van Wenen. Daar onderwees en inspireerde hij Lise Meitner, die uiteindelijk de eerste verklaring van kernsplitsing gaf.
Ludwig Boltzmann leed aan een bipolaire stoornis. Tijdens een vakantie aan de Adriatische kust pleegde hij in een depressieve fase op 62-jarige leeftijd zelfmoord door zich aan het raamkozijn te verhangen. Hij was gehuwd met de wis- en natuurkundelerares Henriette von Aigentler (1854-1938). Uit dit huwelijk werden twee zonen (Ludwig Hugo en Arthur Ludwig) en drie dochters (Henriette, Ida en Elsa) geboren. Een van zijn dochters voltooide als een van de eerste vrouwen net als Lise Meitner in twee jaar het gymnasium in Wenen, welke opleiding toegang gaf tot een universitaire studie.

## Werk

### Boltzmannvergelijking
Toen hij 24 jaar oud was en nog aan de universiteit van Wenen studeerde, leidde hij de snelheidsverdeling van gasmoleculen in een verdund gas af met behulp van klassieke mechanische bewegingsvergelijkingen. Deze verdeling was al eerder afgeleid door de Schot James Clerk Maxwell, maar Boltzmann verscherpte die met betrekking tot de statistische onafhankelijkheid van de snelheidsverdelingen van de verschillende vrijheidsgraden van moleculaire beweging. Heden ten dage is deze snelheidsverdeling voor moleculen in een ideaal gas bekend als de Maxwell-Boltzmann-verdeling.
De Boltzmannvergelijking beschrijft de dynamica van een ideaal gas en luidt:
{\displaystyle {\frac {\partial f}{\partial t}}+v{\frac {\partial f}{\partial x}}+{\frac {F}{m}}{\frac {\partial f}{\partial v}}={\frac {\partial f}{\partial t}}\left.{\!\!{\frac {}{}}}\right|_{\mathrm {botsing} }}
met
- {\displaystyle f} de verdelingsfunctie van de plaats en impuls voor een deeltje op een tijdstip (zie de Maxwell-Boltzmann-verdeling)
- {\displaystyle F} een kracht
- {\displaystyle m} de massa van een deeltje
- {\displaystyle t} de tijd en
- {\displaystyle v} de gemiddelde snelheid van de deeltjes.

### Wet van Stefan-Boltzmann
In 1884 leidde hij de elektromagnetische warmtestralingswet van Stefan-Boltzmann theoretisch af. Deze was reeds experimenteel ontdekt door zijn leermeester Jožef Štefan. Boltzmann toonde aan dat de totale hoeveelheid uitgestraalde energie evenredig moest zijn met de vierde macht van de absolute temperatuur.

### Entropie
Beroemd is zijn entropievergelijking, waarin hij via de natuurconstante kB = 1,380658(12) × 10−23 J/K – de constante van Boltzmann – de macroscopische thermodynamische grootheid entropie S (ook wel gereduceerde warmte genoemd) in een evenwichtstoestand koppelde aan het aantal microscopische toestanden (dus rangschikkingen van moleculen) waarin een systeem kan verkeren in een gegeven macroscopische toestand:
{\displaystyle S=k_{B}\ln W}
Hieruit is te verklaren waarom een systeem dat uit evenwicht is, streeft naar maximale entropie en daarmee in evenwicht is: de evenwichtstoestand is de waarschijnlijkste toestand.
Later werd deze natuurconstante door Nobelprijswinnaar Max Planck de Boltzmannconstante genoemd.
De entropievergelijking staat als eerbetoon op de grafsteen van Boltzmann in Wenen vermeld.